# Relations entre la Mauritanie et le Sénégal
Les relations entre la Mauritanie et le Sénégal correspondent aux interactions diplomatiques, culturelles et économiques entre les deux pays voisins d'Afrique de l'Ouest.

## Histoire
Dans les années qui ont suivi l'indépendance, le principal ami de la Mauritanie en Afrique subsaharienne était le Sénégal, même si les deux pays ont adopté des stratégies de développement différentes. La division croissante entre les Noirs et les Maures de Mauritanie a cependant affecté les relations avec le Sénégal, qui se considère comme le défenseur des droits de la minorité noire de Mauritanie. Sous Taya, les relations entre les deux pays étaient correctes, même si chacun accusait l'autre d'abriter des dissidents en exil. En mai 1987, le Sénégal a extradé le capitaine Moulaye Asham Ould Ashen, un ancien membre noir du gouvernement Haidalla accusé de corruption, mais seulement après des menaces voilées de Nouakchott selon lesquelles le non-respect de cette obligation entraînerait la Mauritanie à accorder aux dissidents sénégalais une tribune à partir de laquelle s'exprimer contre le gouvernement du président Abdou Diouf.
Parallèlement, le Sénégal et la Mauritanie ont coopéré avec succès avec le Mali dans le cadre de l'Organisation pour la Mise en Valeur du Fleuve Sénégal (OMVS), créée en 1972 en tant que projet de contrôle des inondations, d'irrigation et de développement agricole. Une guerre frontalière a également eu lieu entre les deux nations.
En 2015, fut découvert l'un des plus importants gisements de gaz d'Afrique appelé Grande Tortue Ahmeyim sur la frontière maritime sénégalo-mauritanienne, une exploitation commune commença au début de l'année 2025.